# Nurhachius
Nurhachius (podle čínského vládce jménem Nurhači) byl rod pterodaktyloidního ptakoještěra z čeledi Istiodactylidae, který žil v období spodní křídy (geologický věk barrem až apt, asi před 126 až 120 miliony let) na území dnešní severovýchodní Číny (provincie Liao-ning).

## Historie
Typový druh N. ignaciobritoi byl formálně popsán mezinárodním týmem vědců v roce 2005. Fosilie tohoto ptakoještěra byly objeveny v sedimentech souvrství Ťiou-fo-tchang (Jiufotang) na území prefektury Čchao-jang. Holotyp nese katalogové označení IVPP V-13288.
V září roku 2019 byl z Číny popsán nový druh tohoto rodu, N. luei.

## Popis a zařazení

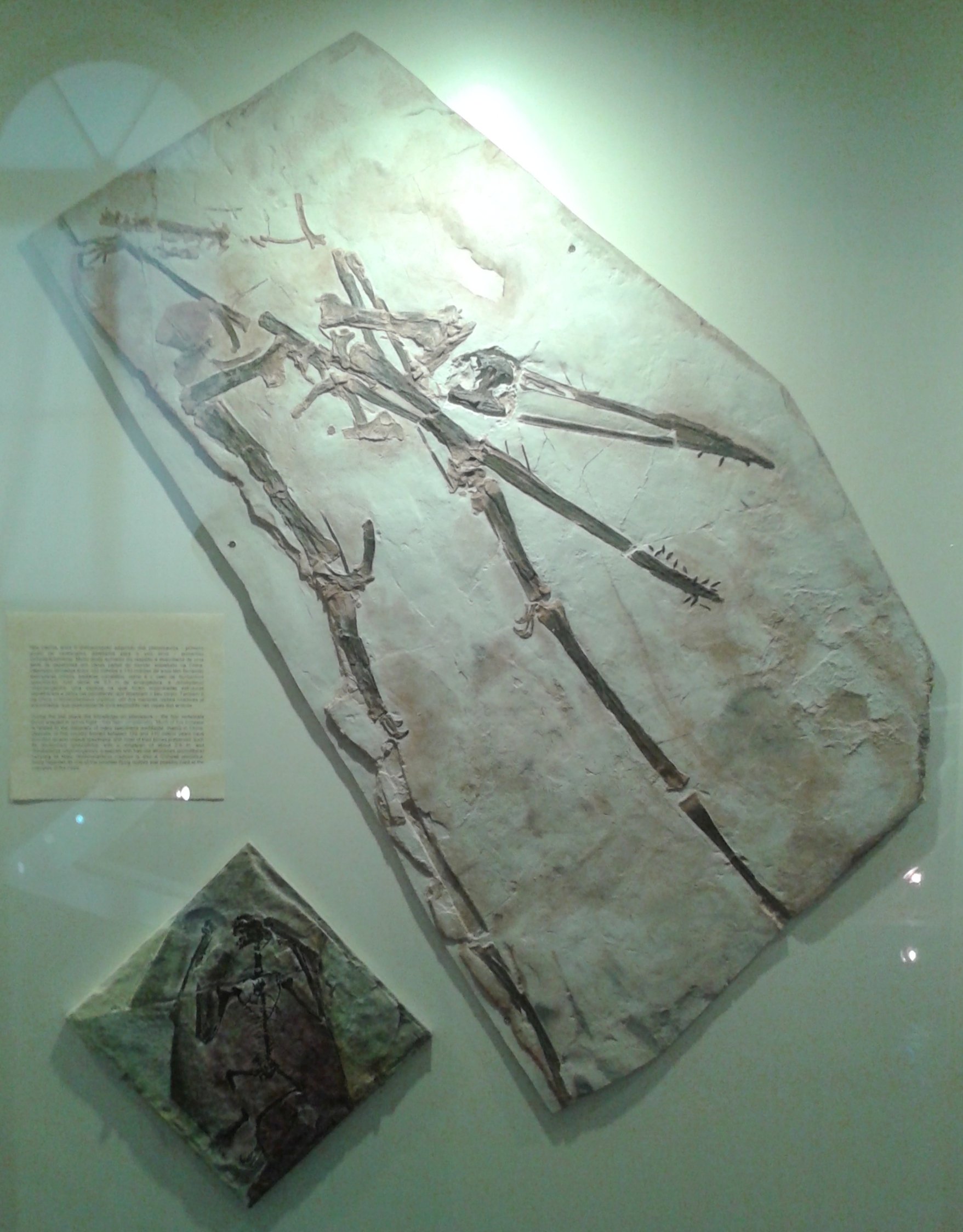
Odlitek fosilního materiálu holotypu druhu N. ignaciobritoi.

Nurhachius byl menším rodem ozubeného dravého ptakoještěra, jeho lebka měřila na délku kolem 33 cm a rozpětí jeho křídel je odhadováno zhruba na 2,5 metru. Spadal do skupiny pterodaktyloidů, konkrétněji do čeledi Istiodactylidae. Jeho vývojově blízkým příbuzným byl například rod Liaoxipterus a nejspíš také Istiodactylus.